# The Underdog EP
The Underdog EP - kolejny album Yellowcard wydany w 2002 przez Ramen Records.

## Lista utworów
1. Underdog
2. Avondale
3. Finish Line
4. Powder
5. Rocket